# مارتروس كافوكجيان
مارتروس كافوكجيان (Մարտիրոս ԳավուգչյանՄարտիրոս Գավուգչյան, Gavowgčyan8 أغسطس 1908 - 8 أغسطس 1988) مهندس معماري أرمني، وباحث، وأرمينيولوجي ومؤرخ-عالم الآثار، العديد من الكتب عن تاريخ أرمينيا القديم. أشتهر بأسم روايته عن عصور ما قبل التاريخ الأرمينية في أرمينيا، سوبارتو وسومر، التي نشرت في عام 1987 باللغتين الإنجليزية والأرمنية.

## السيرة الذاتية
ولد في نيدا، تركيا في 8 أغسطس عام 1908. سرعان ما أنتقلت عائلته إلى الموصل، العراق. تخرج من الجامعة الأمريكية في بيروت في عام 1934 بتخصص الهندسة المعمارية، ثم عمل كمهندس عام للمدينة في الموصل، العراق خلال الفترة من عام 1941 إلى عام 1947. في العراق، صممت وبنى على حد سواء مباني حكومية ومباني سكنية. ثم هاجر إلى أرمينيا في عام 1947, وفي 1947-1979, ولعب دوراً رئيسياً في «مشروع إعادة البناء العظيم» في أرمينيا كمهندس معماري كبير، وبنى العديد من المباني الأتحادية والعامة والصناعية والسكنية. في عام 1973, نشر كتابه «أصل أسماء الأرمن وهاي وأورارتو» في بيروت.
وقد تم الاستشهاد بدراسات مارتروس في أعمال إدغار بولومي، الكسندر يعقوب جورج أ. بورنوتيان، ريتشارد هوفانيسيان، أغوب جاك هاسيكيان، ليفون شاهينيان، أنزيلا تيريان، رافائيل إشخانيان،[بحاجة لمصدر] كارابيت سوكياسيان، ليلى ستيبانيان، ولكن في الغالب تجاهل في الأوساط الأكاديمية السوفيتية.
الأرمينولوجي، الأرشمندريت جوميداس هوفنانيا في مقابلة أجريت معه عام 2006، وصف مارتروس بأنه «عالم موهوب» الذي كتب بحثًا عن «وطن الأجداد من القبائل السلتية والصلات السلتية القوقازية».[بحاجة لمصدر]
في عام 2008 أقيمت أمسية لإحياء ذكرى مارتروس كافوكجيان في مونتريال، كيبيك.

### أرمينيا، سوبارتو وسومر
أرمينيا، سوبارتو وسومر
مستوحاة من الفرضية الأرمنية للأصول الهندية الأوروبية. وتسعى إلى إقامة هوية أرمنية إثنية للـ«أرماني» التي ذكرها نارام سين، عن «اتصالات أرماني - سوباري» و «علاقات أرماني - سوباري - سومر». تم نشر الترجمة الإنجليزية بشكل خاص بدعم من مؤسسة مالخاسين، مونتريال. تم تعريف الكتاب بأنه «محاولة شوفينية لمساواة بين الأرمن بروتو مع مختلف الشعوب المذكورة في المصادر المسمارية والكلاسيكية» بقلم ب. كول وج. زيتكلادزي (1996).

## العمل
- نشأة الشعب الأرمني، مونتريال، 1982.
- أرمينيا، سوبراتو وسومر، مونتريال، 1989 (ردمك 0-921885-00-8)0-921885-00-8
- أصل الأسماء وأرمن آي، وأورارتو، في مترو الأنفاق.) بيروت، 1973

## وصلات خارجية
- مارتروس كافوكجيان في ArmeniaPedia.org